# Златоград
Златогра́д (болг. Златоград) — город в Болгарии. Находится в Смолянской области (второй по величине после Смоляна), входит в общину Златоград. Население составляет 6870 человек (2022).
Главной достопримечательностью города является этнографический комплекс Златоград с домами традиционной архитектуры. Это единственный этнографический комплекс такого рода в Болгарии, принадлежащий частному капиталу. В комплексе представлены традиционные народные промыслы региона, все мастерские действуют — можно понаблюдать за работой мастеров и приобрести сделанные на месте товары.
В Златограде сохраняется здание, построенное в 1852 году под взаимную школу — старшие ученики в таких школах обучали младших. В здании действует музей истории образования.
Часть города застроена современными многоэтажными домами.
В окрестностях города — оборудованные туристические маршруты, велодорожки.
15 января 2010 года открылся пограничный переход на границе с Грецией, связывающий Златоград с греческим городом Ксанти.

## Политическая ситуация
Кмет (мэр) общины Златоград — Мирослав Митков Янчев (Граждане за европейское развитие Болгарии (ГЕРБ)) по результатам выборов 2007 и 2011 годов в правление общины.

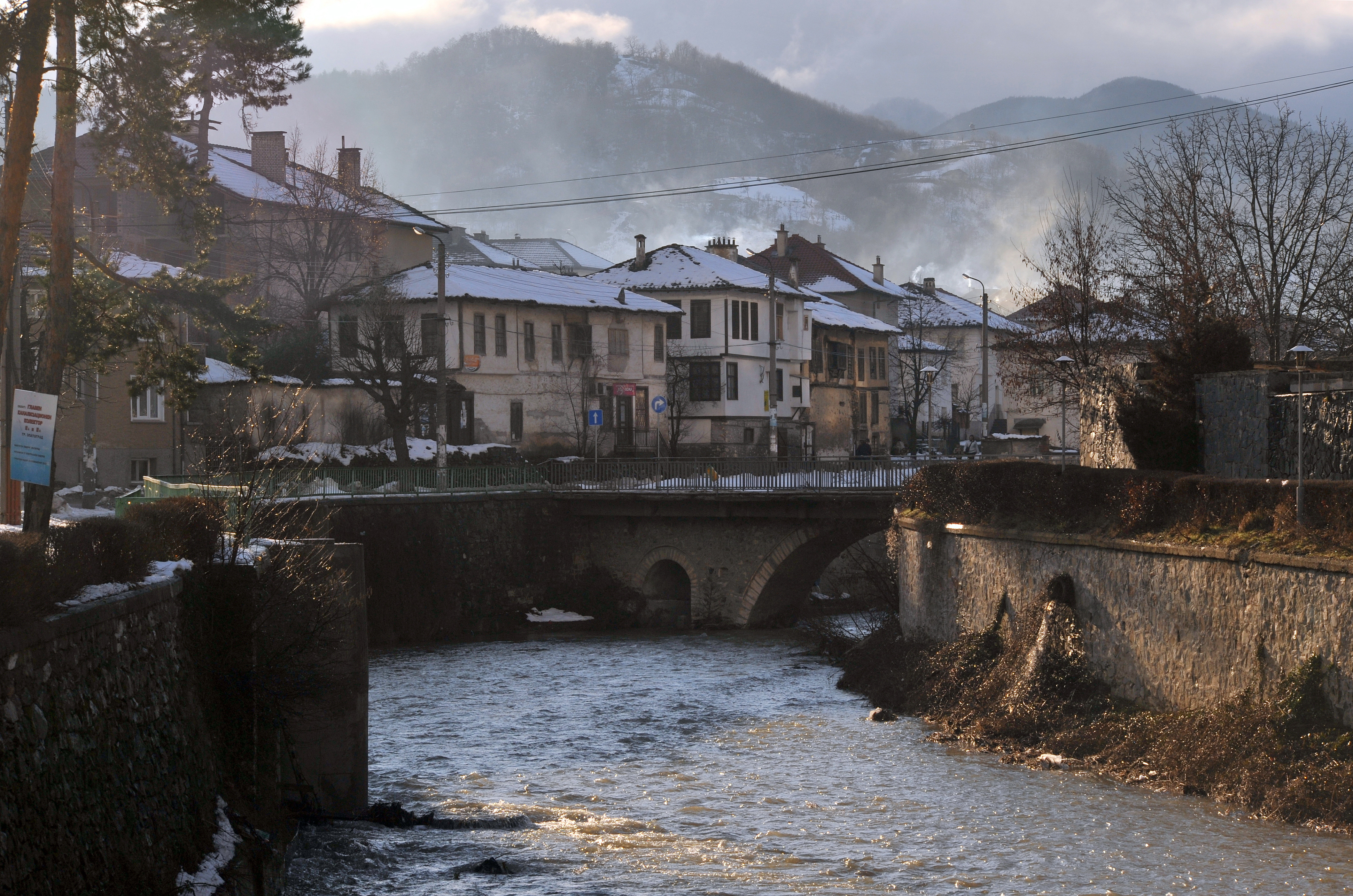
Река Вырбица в городе Златоград